# Список шведських ідіоматичних виразів
- «Все добре в міру» (швед. Allt är lagom).
- «Краще мовчати, ніж зле говорити» (швед. Bättre tiga, än illa tala).
- «Не рий яму іншому — сам в неї потрапиш» (швед. Den som gräver en grop åt andra faller ofta själv däri).
- «Всі методи хороші, крім поганих» (швед. Alla sätt är bra utom de dåliga).
- «Найкращий захист — це напад» (швед. Anfall är bästa försvar).
- «Злидні зцілюють від гордині» (швед. Armod botar högmod).
- «З маленьких поросят виростають великі свині» (швед. Av små grisar blir det stora svin).
- «Краще втекти, чим погано фехтувати» (швед. Bättre fly, än illa fäkta).
- «Краще пізно, ніж ніколи» (швед. Bättre sent, än aldrig).
- «В гостях добре, а вдома краще» (швед. Borta bra men hemma bäst).
- «Колись дитина обпікшися вже боїться вогню» (швед. Bränt barn skyr elden).
- «Вино входить — розум виходить» (швед. Där vinet går in går vettet ut)
- «Смерть для одного — хліб для іншого» (швед. Den enes död, den andres bröd)
- «За все хапатися — все втратити» (швед. Den som gapar efter mycket mister ofta hela stycket)
- «Що ховається під снігом, з'являється у відлигу» (швед. Det som göms i snö, kommer upp i tö)
- «Поживемо — побачимо» (швед. Den som lever får se)
- «Хто спить — не грішить» (швед. Den som sover syndar icke)
- «Той, хто береже, той має» (швед. Den som spar han har)
- «Мовчання — знак згоди» (швед. Den som tiger han samtycker)
- «Хто ризикує, той перемагає» (швед. Den som vågar, han vinner)
- «Хто чекає щось хороше, ніколи не чекає занадто довго» (швед. Den som väntar på något gott väntar aldrig för länge)
- «Немає лиха без добра» (швед. Det är inget ont som inte har något gott med sig)
- «Своє вогнище — золоте» (швед. Egen härd är guld värd)
- «Ланцюг не міцніше свого самої слабкої ланки» (швед. En kedja är inte starkare, än sin svagaste länk)
- «Поганий мир краще доброї сварки» (швед. En mager förlikning är bättre, än en fet process)
- «В здоровому тілі здоровий дух» (швед. En sund själ i en sund kropp)
- «Сила в єдності» (швед. Enighet ger styrka)
- «Чиста совість — найкраща подушка» (швед. Ett gott samvete är bästa huvudkudden)
- «Бідність не порок» (швед. Fattigdom är ingen skam)
- «Старе кохання ніколи не іржавіє» (швед. Gammal kärlek rostar aldrig)
- «Пізнаючи себе, пізнаєш інших» (швед. Genom sig själv känner man andra)
- «У жадібності немає дна» (швед. Girigheten har ingen botten)
- «Забудь і прости» (швед. Glömma och förlåta)
- «Трава завжди зеленіша з іншої сторони галявини» (швед. Gräset är alltid grönare på andra sidan)
- «Бог допомагає тим, хто допомагає собі сам» (швед. Gud hjälper den som hjälper sig själv)
- «Золота вуздечка не робить коня кращим» (швед. Gyllene betsel gör inte hästen bättre)
- «Помста є солодкою» (швед. Hämnden är ljuv)
- «Тримати вітрило човна на вітру» (швед. Han vänder kappan efter vinden)
- «Якщо сказав А, то повинен сказати Б» (швед. Har man sagt A, måste man säga B)
- «Допоможи собі сам, тоді Бог допоможе тобі» (швед. Hjälp dig själv, så hjälper dig Gud)
- «Голод (піст) — найкраща приправа» (швед. Hungern är den bästa kryddan)
- «На війні і в коханні всі засоби дозволені» (швед. I krig och kärlek är allting tillåtet)
- «Ніхто не знає все, але всі знають дещо небагато» (швед. Ingen kan allt, men alla kan något)
- «Друзі пізнаються в біді» (швед. I nöden prövas vännen)
- «Немає троянди без шипів» (швед. Ingen ros utan tornen)
- «Чим більше кухарів, тим гірше суп» (швед. Ju flera kockar, dess sämre soppa)
- «Якщо холодні руки — то гаряче серце» (швед. Kalla händer varmt hjärta)
- «У милої дитини багато імен» (швед. Kärt barn har många namn)
- «Не кидайте каміння в скляному будинку» (швед. Kasta inte sten i glashus)
- «Одяг робить людину» (швед. Kläderna gör mannen)
- «Лінивий кравець бере довгу нитку» (швед. Lat skräddare tar lång tråd)
- «Дешево дісталося, легко загубилося» (швед. Lätt fånget, lätt förgånget)
- «Невелика допомога краще, ніж ніякої допомоги» (швед. Lite hjälp är mer, än ingen hjälp)
- «Маленька купина великий віз може збочити» (швед. Liten tuva stjälper ofta stort lass)
- «Удача супроводжує сміливих» (швед. Lyckan står den djärve bi)
- «Всяк сам собі ближче» (швед. Man är alltid sig själv närmast)
- «Людина чує те, що хоче чути» (швед. Man hör vad man vill höra)
- «Один пиріг два рази не з'їси» (швед. Man kan inte både äta kakan och ha den kvar)
- «Старих собак сидіти не вчать» (швед. Man kan inte lära gamla hundar att sitta)
- «Людина повинна навчитися повзати перш, ніж почне ходити» (швед. Man måste lära sig krypa innan man kan gå)
- «Не треба літати вище, ніж можуть підняти крила» (швед. Man ska inte flyga högre, än vingarna bär)
- «Не оцінюйте собаку з хутра» (швед. Man skall inte döma hunden efter håren)
- «Не пили гілку, на якій сидиш» (швед. Man skall inte såga av den gren man själv sitter på)
- «Не треба витрачати порох на мертвих ворон» (швед. Man skall inte spilla krut på döda kråkor)
- «Говоріть з селянами на мові селян, а з вченими на латині» (швед. Man skall tala med bönder på bönders språk och med lärde män på latin)
- «Коли йде дощ з каші, у бідняка немає ложки» (швед. När det regnar välling har den fattige ingen sked)
- «Коли чорт старіє, він стає священиком» (швед. När djävulen blir gammal blir han präst)
- «Коли гармати говорять, базіки мовчать» (швед. När kanonerna talar, tiger pratmakarna)
- «Коли кота немає вдома, миші танцюють на столі» (швед. När katten är borta dansar råttorna på bordet)
- «Необхідність — мати винаходів» (швед. Nöden är uppfinningarnas moder)
- «Нужда закону не знає» (швед. Nöden har ingen lag)
- «Біль усувається болем» (швед. Ont ska med ont fördrivas)
- «Камінь, що котиться, мохом не обростає» (швед. På rullande sten växer ingen mossa)
- «Гроші не ростуть на деревах» (швед. Pengar växer inte på träd)
- «Не хвали день до заходу сонця» (швед. Prisa ej dag förrän sol gått ner)
- «Навіть у маленьких горщиків теж є вуха» (швед. Små grytor har också öron, Även små grytor har öron)
- «Який господар, така й собака» (швед. Sådan herre, sådan hund)
- «Повільно, але вірно» (швед. Sakta men säkert)
- «Не став все на одну карту» (швед. Sätt inte allt på ett kort)
- «Кожен сам собі найкращий слуга» (швед. Själv är bästa dräng)
- «Зовнішність оманлива» (швед. Skenet bedrar, Utseendet bedrar)
- «Добре сміється той, хто сміється останнім» (швед. Skrattar bäst som skrattar sist)
- «Одним ударом убити двох мух» (швед. Slå två flugor i en smäll)
- «Маленькі крихти хлібу теж хліб» (швед. Små smulor är också bröd)
- «Як старі співають, так щебечуть молоді» (швед. Som de gamla sjunger, så kvittra de unga)
- «Як постелиш, так і поспиш» (швед. Som man bäddar får man ligga)
- «Великий на словах, маленький у справах» (швед. Stor i orden, liten på jorden)
- «У могильного савана немає кишень» (швед. Svepningen har inga fickor)
- «Порожні бочки гримлять голосніше» (швед. Tomma tunnor skramlar mest)
- «Третій зайвий» (швед. Tre är en för mycket)
- «Звичка людини — його друга натура» (швед. Vanan är andra naturen)
- «У кого що болить, той про те і говорить» (швед. Varav hjärtat är fullt, därav talar munnen)
- «Чесність триває довше всього» (швед. Ärlighet varar längst)
- «Навіть найкращі люди роблять помилки» (швед. Även de bästa kan göra misstag, Även mästaren kan fela)
- «Навіть сліпа курка знайде зерно» (швед. Även en blind höna finner ett korn)
- «І на сонці є плями» (швед. Även solen har sina fläckar)
- «Шлях до серця чоловіка лежить через його шлунок» (швед. Vägen till mannens hjärta går genom magen)
- «Небезпечно сидіти на високих стільцях» (швед. På höga stolar sitter man inte säkert)[1].
- «Ніхто не знає кожного, але кожен знає щось» (швед. Ingen kan allt, men alla kan något).
- «Нащо будуть тут яйця вчити курку, як нестися» (швед. Skall (vill) ägget lära hönan värpa)).
- «Чим наповнене серце, про те рот і говорить» (швед. Varav hjärtat är fullt därav talar munnen).
- «Тривожні думки створюють маленьким речам великі тіні» (швед. Störande tankar skapar små saker stora skuggor).
- «Любов не терпить змушування» (швед. Kärleken tål inget tvång).
- «Коли говорять про тролів, вони з'являються в сінях у сараї» (швед. När man talar om trollen star de i farstun).
- Також чітко, як і «амінь» у церкві (швед. Så säkert som amen i kyrkan)
- «Зпозаранку отримуєш золото в рот» (швед. Morgonstund har guld i mun).
- «У нього хитра лисиця ховається за вухом» (швед. Han har en räv bakom örat).
- «Люби мене тоді, коли я найменше цього заслуговую, бо саме тоді я потребую цього найбільше» (швед. Älska mig när jag minst förtjänar det, eftersom det är då jag behöver det mest)[1].
- «Життя — це не лише танець на трояндах» (швед. Liv är ingen dans på rosor).
- «Бог дає кожній птиці хробака, але він не кидає його в гніздо» (швед. Gud ger varje fågel en mask, men han inte kasta det i facket).
- «Вовк залишається вовком, як би добре за ним не доглядали» (швед. En varg förblir en varg, hur man, än behandlar honom).
- «Ніхто не буває так святий, як той, у кого немає поганих думок» (швед. Ingen är så helig som den som inte har dåliga tankar).